# Pandia (görög mitológiai alak)
Pandia a görög mitológiában Zeusz és Szeléné leánya, a teliholdas éjszakák fényét megszemélyesítő istennő. Anyját, a Hold istennőjét teliholdas éjszakákon mindig elkísérte, nevének jelentése: egészen fényes.